# Edme-François-Étienne Gois
Pour les articles homonymes, voir Gois.
Edme-François-Étienne Gois dit Étienne Gois le fils, né en 1765 à Paris et mort le 6 juillet 1837 à Taverny, est un sculpteur français.

## Biographie
Élève de son père Étienne Gois père (1731-1823), Étienne Gois le fils suit les cours de l’Académie royale de peinture et de sculpture à Paris, où il remporte le second grand prix de sculpture en 1788 et un premier en 1791, celui-ci sur le sujet d’Ablimélech rendant Sarah à Abraham. Les camarades de Gois, qui ont reconnu le mérite de son œuvre, écrivent au roi pour qu’un autre premier grand prix, réservé pour 1796, lui soit accordé. Louis XVI s’empresse de faire écrire à l’Académie pour que ce prix soit décerné, et celle-ci l’accorde aussitôt au jeune Gois.
Sa Vénus et son groupe des Trois Grâces ont été gravés dans les Annales du musée du Louvre.
Étienne Gois a reçu des médailles aux Salons de 1800 et 1802.

## Œuvres

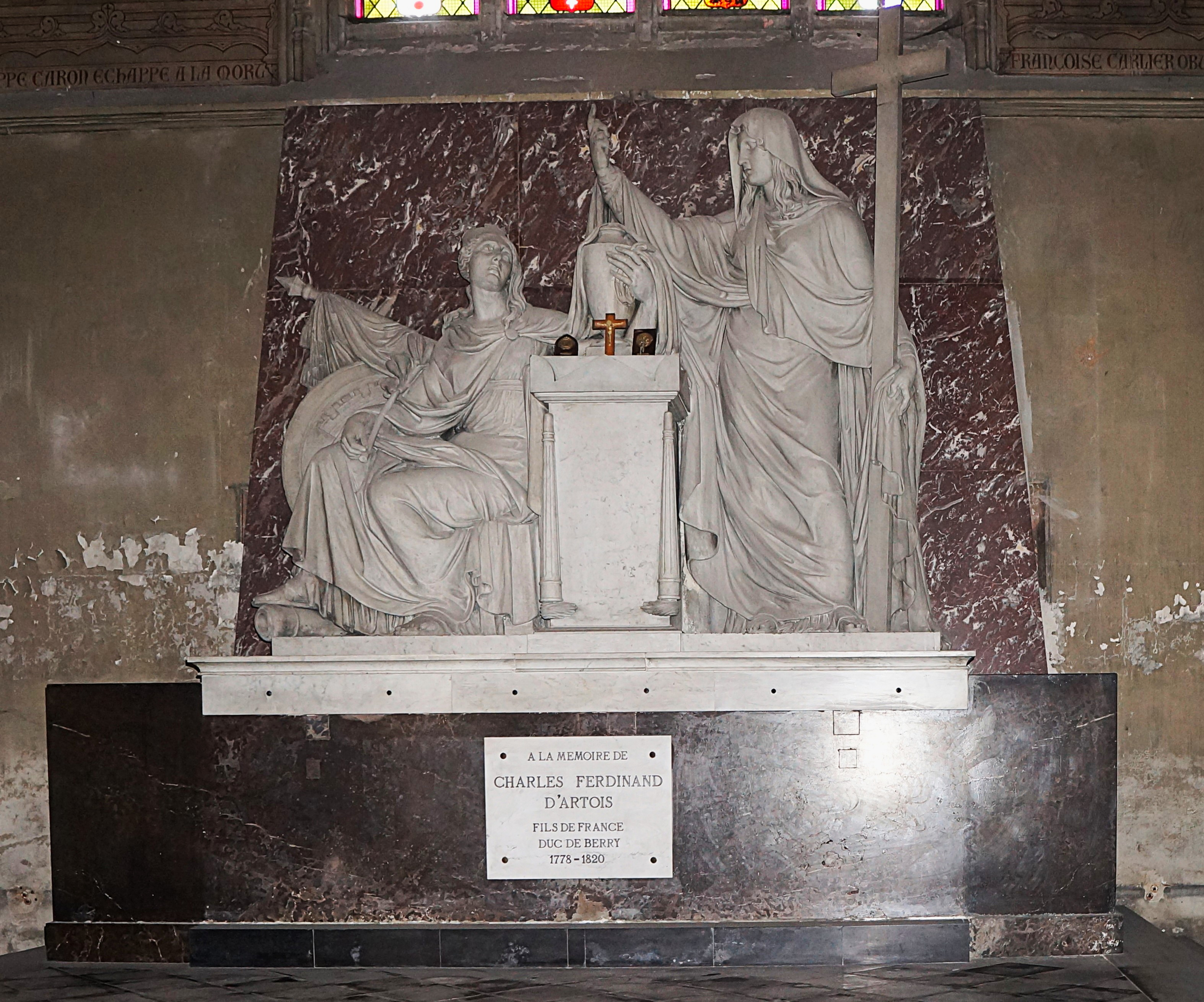
Monument à Charles Ferdinand d'Artois (1822), église Saint-Maurice de Lille.

- Le Fleuve Lorédan, Salon de 1799, bas-relief, localisation inconnue.
- Vénus sortant des eaux sur une coquille, Salon de 1799, statue, localisation inconnue.
- Les trois Grâces, Salon de 1800, groupe, localisation inconnue.
- La Victoire, Salon de 1800, grande figure, localisation inconnue.
- Bonaparte, Salon de 1800, statue équestre, localisation inconnue.
- Jeanne d'Arc guerrière, Salon de 1803, statue en pied en bronze, Orléans, square de la Pucelle.
- Gustave Adolphe, 1801, buste en marbre, localisation inconnue.
- Statue de Desaix, Salon de 1804, localisation inconnue.
- Céphale, Salon de 1814, statue, localisation inconnue.
- Psyché, Salon de 1817, localisation inconnue.
- Descente de croix, Salon de 1819, groupe colossal, Paris, église Saint-Gervais-Saint-Protais.
- Léda regardant ses quatre enfants sortir d’une coquille, Salon de 1827, localisation inconnue.
- Sainte Geneviève, Salon de 1827, localisation inconnue.
- Le Duc de Bourbon, Salon de 1823, buste en marbre, Versailles, château de Versailles.
- Corinne, poétesse grecque, 1836, buste en marbre, Paris, musée du Louvre.
- Louis-Henri-Joseph de Bourbon (1756-1830), portant le Saint-Esprit, deux bustes, en marbre et en plâtre, Chantilly, musée Condé.
- Charlemagne, statue, Saint-Denis, basilique Saint-Denis.
- Monument à Charles Ferdinand d'Artois, 1822 , Lille. église Saint-Maurice.
- Turenne, statue ornant initialement le pont de la Concorde, aujourd’hui au château de Versailles.

Œuvres d'Edme-François-Étienne Gois
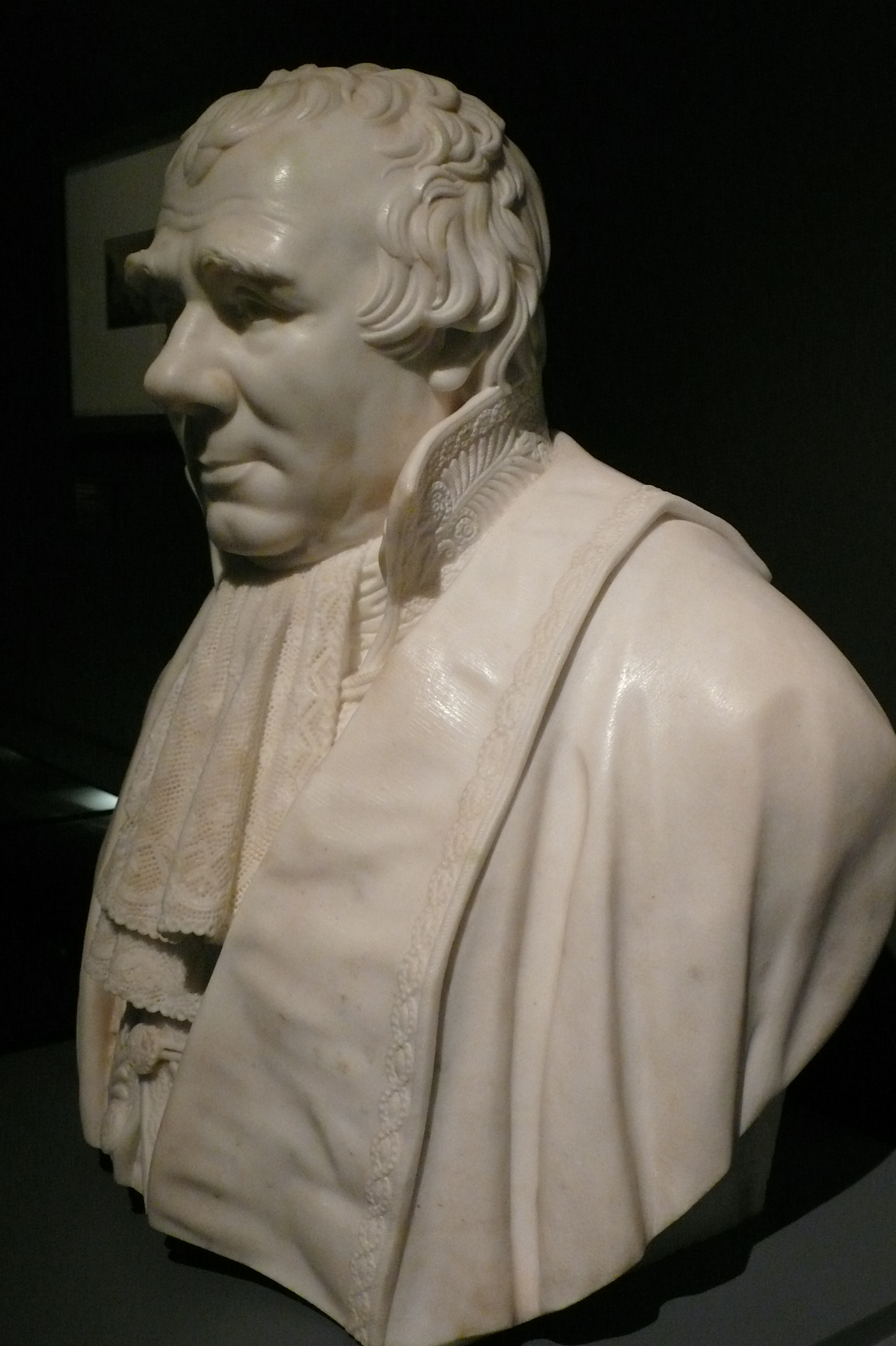
François Cacault (1807), Nantes, musée départemental Thomas-Dobrée.
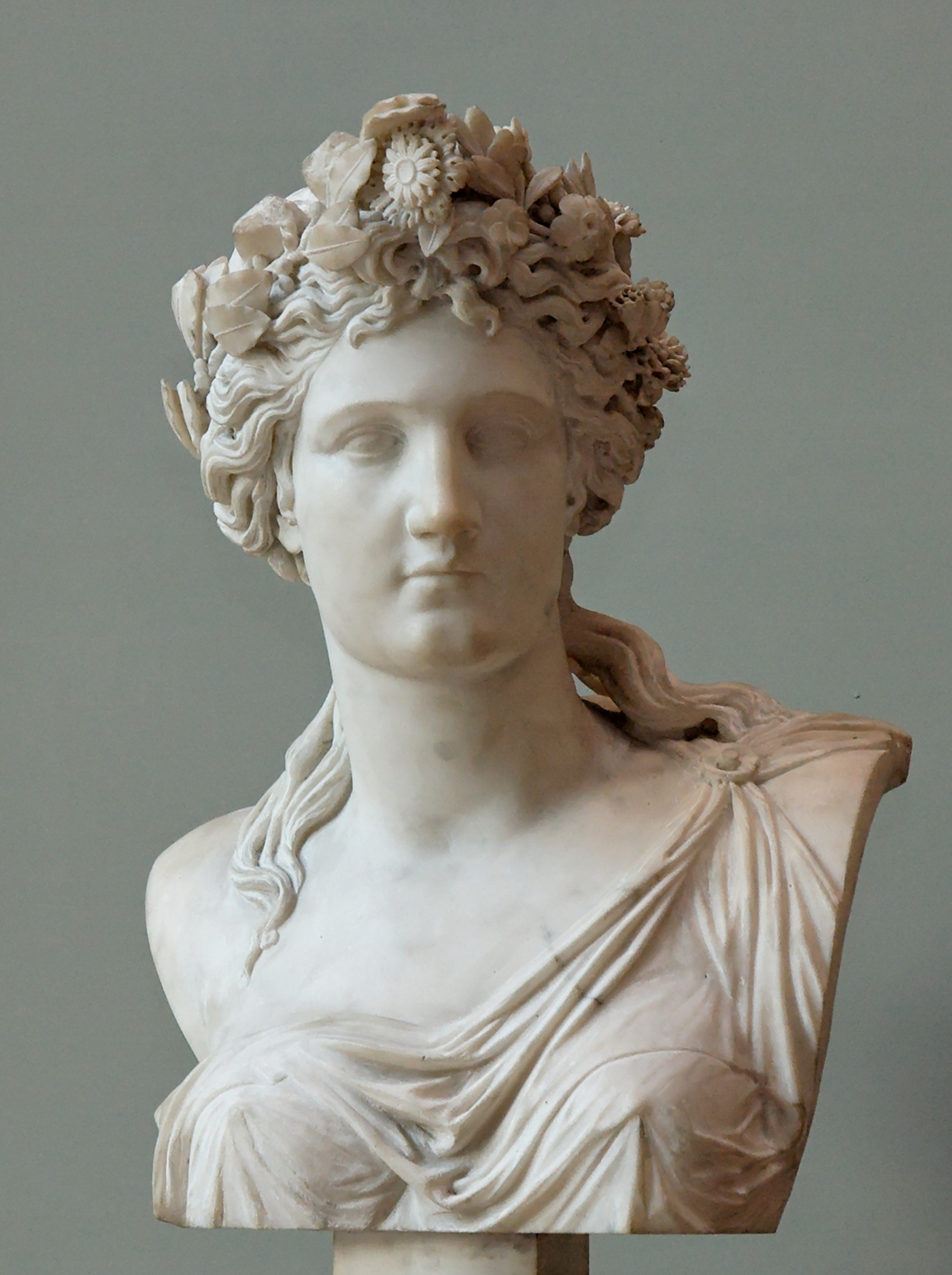
Corinne, poétesse grecque (1836), Paris, musée du Louvre.
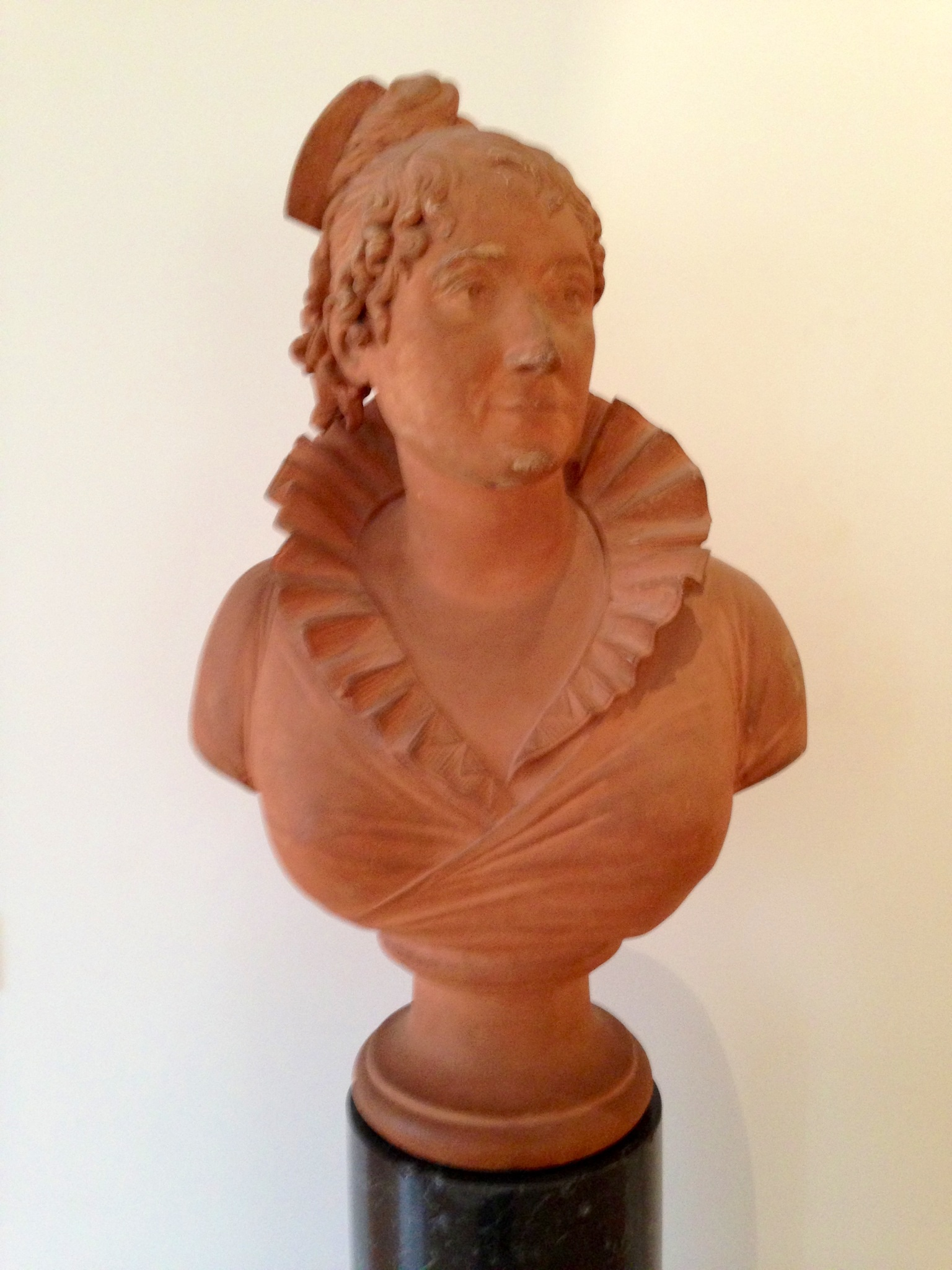
Madeleine Suchetet, épouse de l'artiste, musée des Beaux-Arts de Tours.
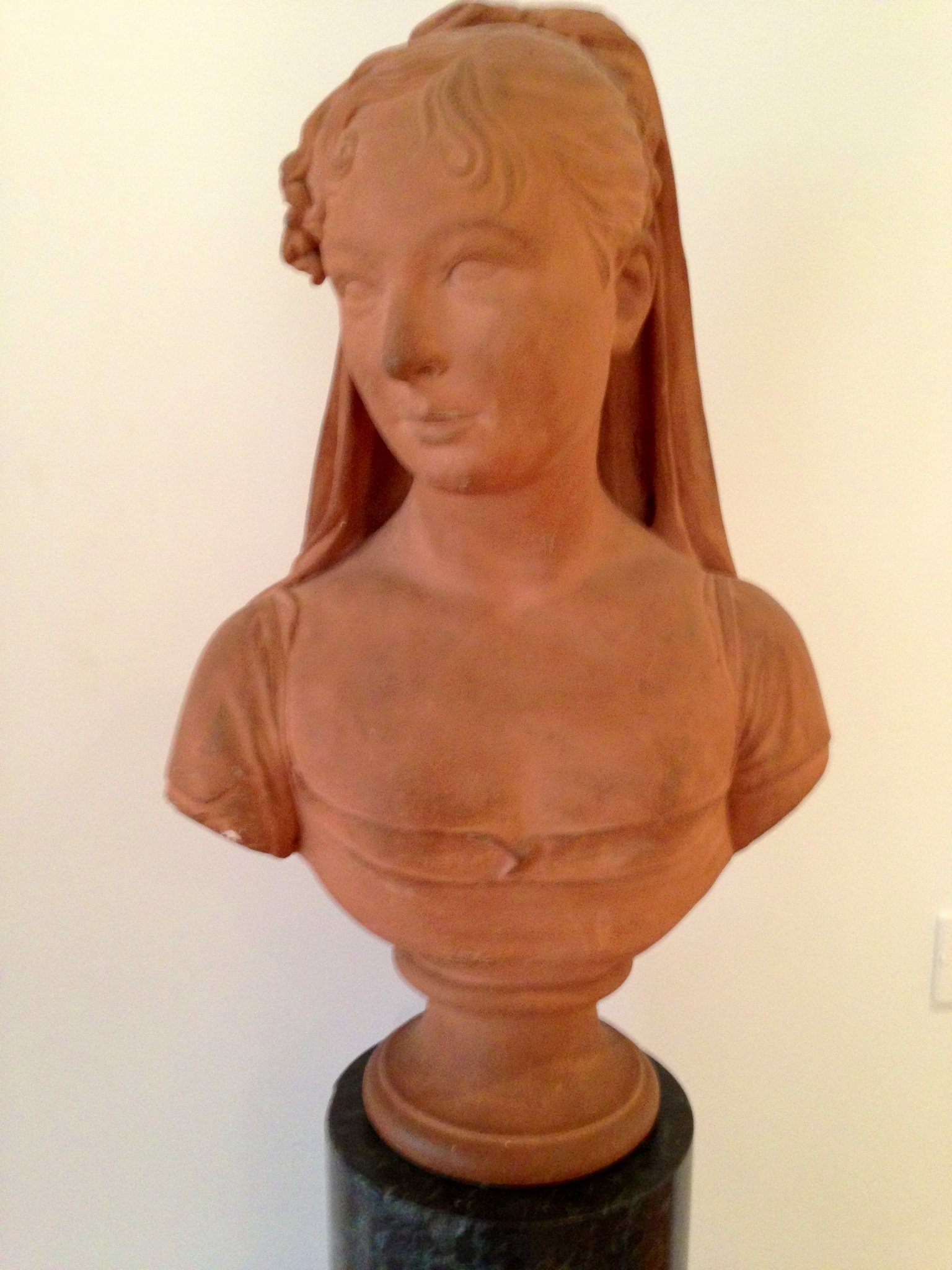
Madame Buret, sa fille, musée des Beaux-Arts de Tours.
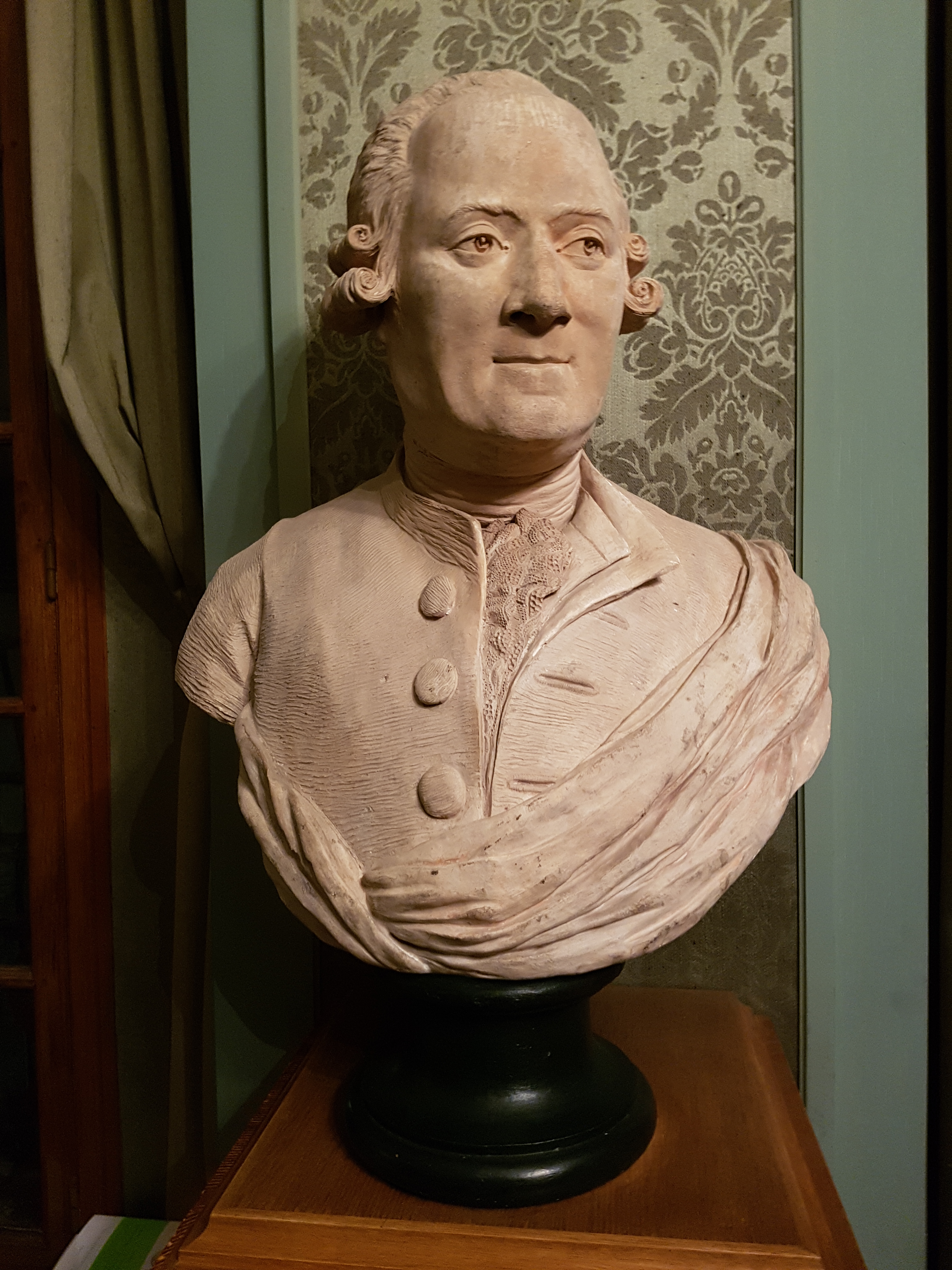
Jean-Baptiste Descamps, Académie des sciences, belles-lettres et arts de Rouen.
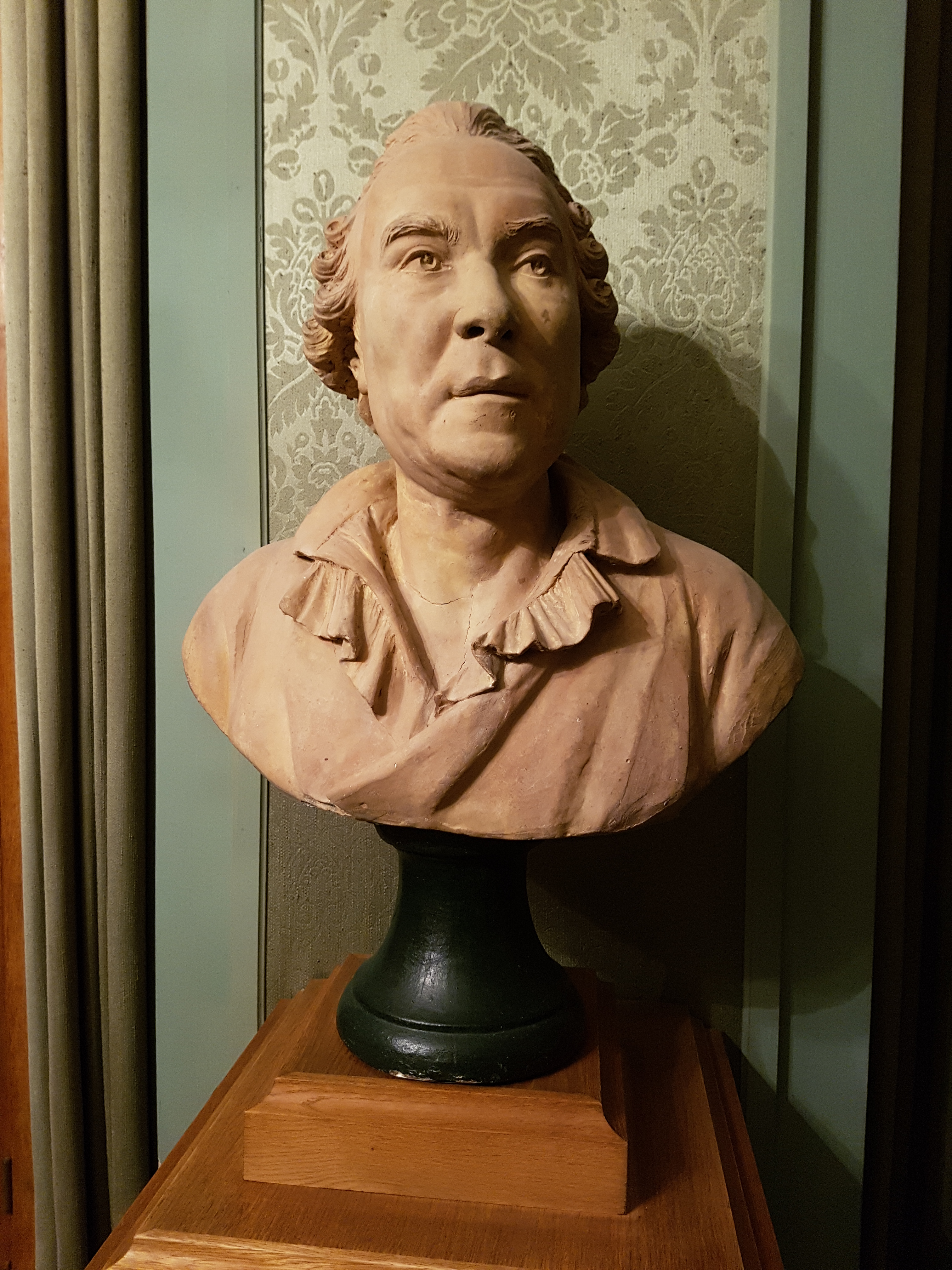
Pierre-Robert Le Cornier de Cideville, Académie des sciences, belles-lettres et arts de Rouen.